# Constitutio criminalis Josephina

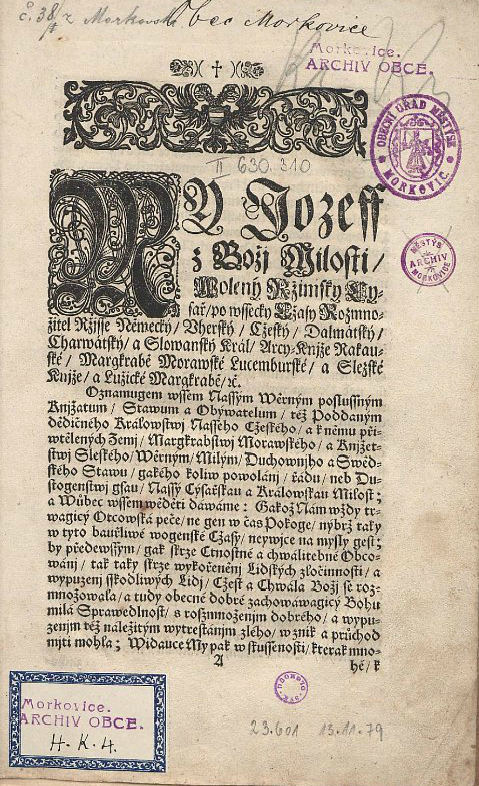
Titulní strana knihy ... Nowé Práwo Vtrpné a Hrdelnj pro Králowstwj Cžeské Margabstwj Morawské a Knjžetcstwj Slezské

Constitutio criminalis Josephina (česky Nové útrpné a hrdelní právo pro Království české, Markrabství moravské a Knížectví slezské) byl první ucelený trestní zákoník s místní působností na všechny tři země Koruny české vydaný v roce 1707 za Josefa I., do češtiny přeložený v následujícím roce. Nebyl to ještě výlučný trestní zákoník, ostatní prameny trestního práva zůstaly v platnosti a on je pouze zastřešoval. V mnoha ohledech představoval první z osvícenských trestních zákoníků 18. století, výslovně uvádí jako podpůrný pramen Carolinu, je zavedena tortura, ústní jednání je nahrazeno písemným a prvně je také zaváděno inkviziční řízení.

## Historie
Historie trestního práva v českých zemích v raném novověku má několik milníků. K zásadním patří vyhlášení Josephiny, která byla přeložena de češtiny apelačním radou Kašparem Janem Kupcem z Bílenberka a vydána v roce 1708. Dosavadní prameny trestního práva byly roztříštěné a k základním zdrojům patřil hrdelní soudní řád Karla V. (tzv. Carolina), Obnovené zřízení zemské, Deklaratoria a Novely, v praxích soudů byl inspirací i Hrdelní řád pro Dolní Rakousy z roku 1656 (tzv. Ferdinandea) a pro městské soudy to byla Koldínova Práva městská Království českého. Jedná se neúplný výčet, protože např. města pod vlivem saského práva používala trestněprávní prameny poněkud odlišné.

## Aplikace práva
Tento právní předpis byl po obsahové stránce v podstatě výtahem z výše zmíněného Hrdelního řádu pro Dolní Rakousy a obsahoval jak procesní, tak i materiální normy. Josefina je ještě typickým zákoníkem předosvícenského období, jsou v ní obsaženy skutkové podstaty čarodějnictví a další delikty, které byly v následující osvícenské epoše podrobovány kritice. Zároveň je v ní plně uplatněn princip odstrašení, tedy trest, který měl být za různé trestné činy aplikován, nerespektoval příliš závažnost spáchaného skutku, ale měl svojí silou odstrašit pachatele a především společnost. Je zde také podrobně popsána možnost použití tortury, její procesní užití, různé stupně apod. Tortura byla připuštěna ještě v hrdelním zákoně Marie Terezie (tzv. Tereziana), který vyšel v roce 1769. V případě tortury a vůbec výběru trestů nešlo o samoúčelný sadismus, ale v podstatě o ritualizovaný výkon trestního práva, který byl pod kontrolou veřejné moci. Raně novověký trestní proces byl též typický tím, že vlastní přípravné a nalézací řízení bylo tajné, ale výkon rozhodnutí byl naopak veřejným představením, jež neslo rysy divadelních her. Německý historik Richard van Dülmen nazval raně novověké exekuce divadlem hrůzy.